# 1924 w polityce

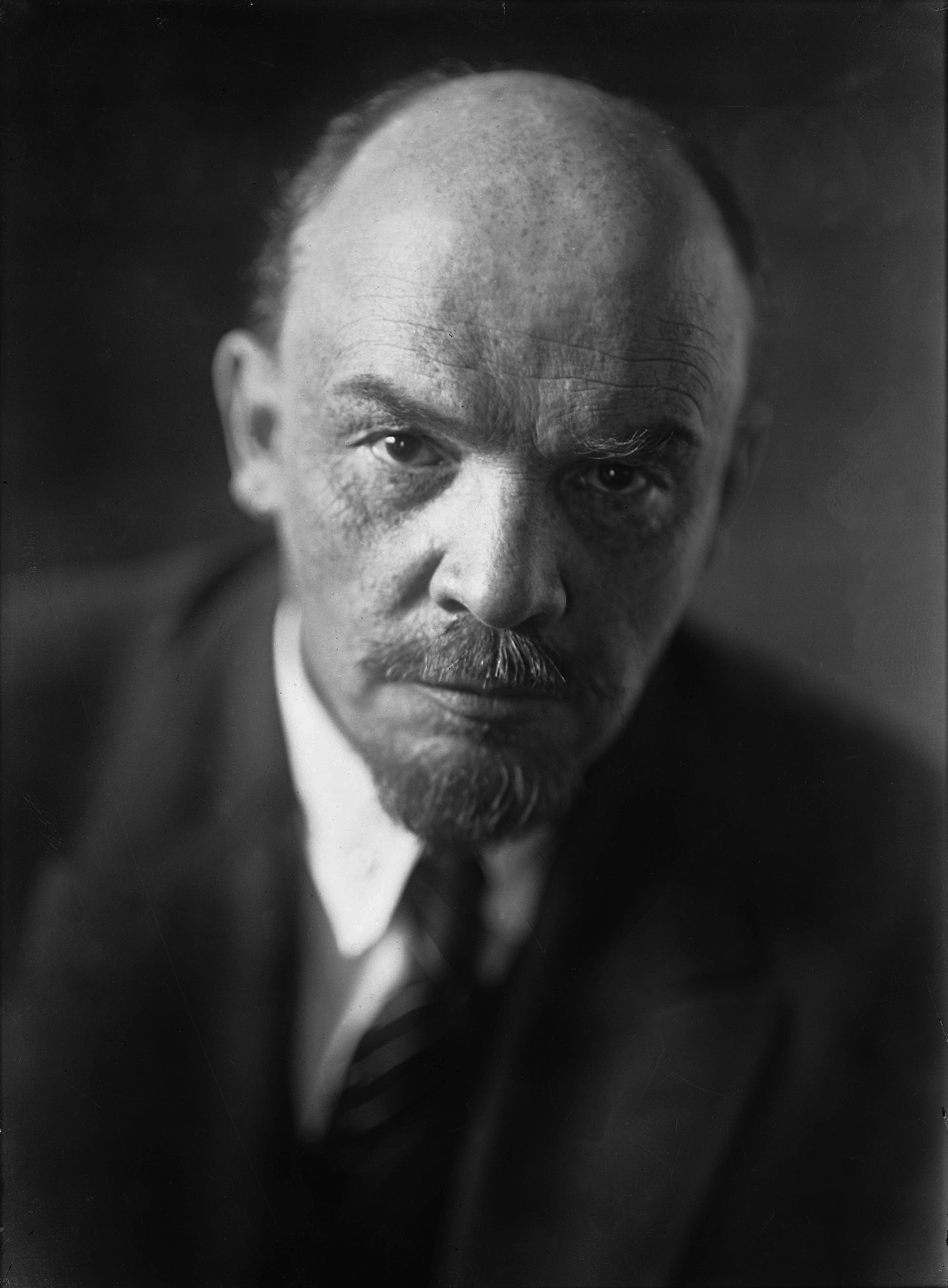
Włodzimierz Lenin

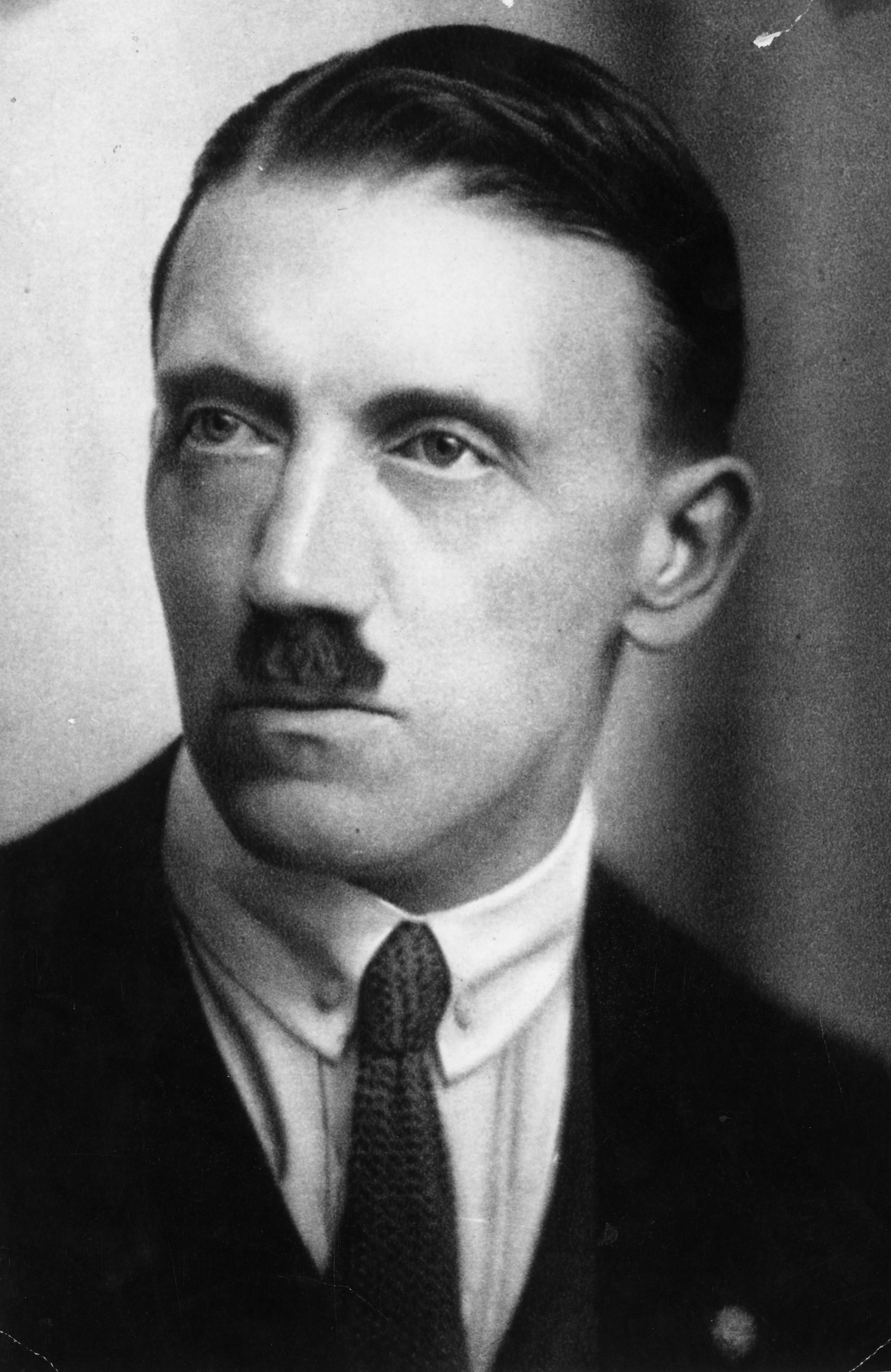
Adolf Hitler w 1920

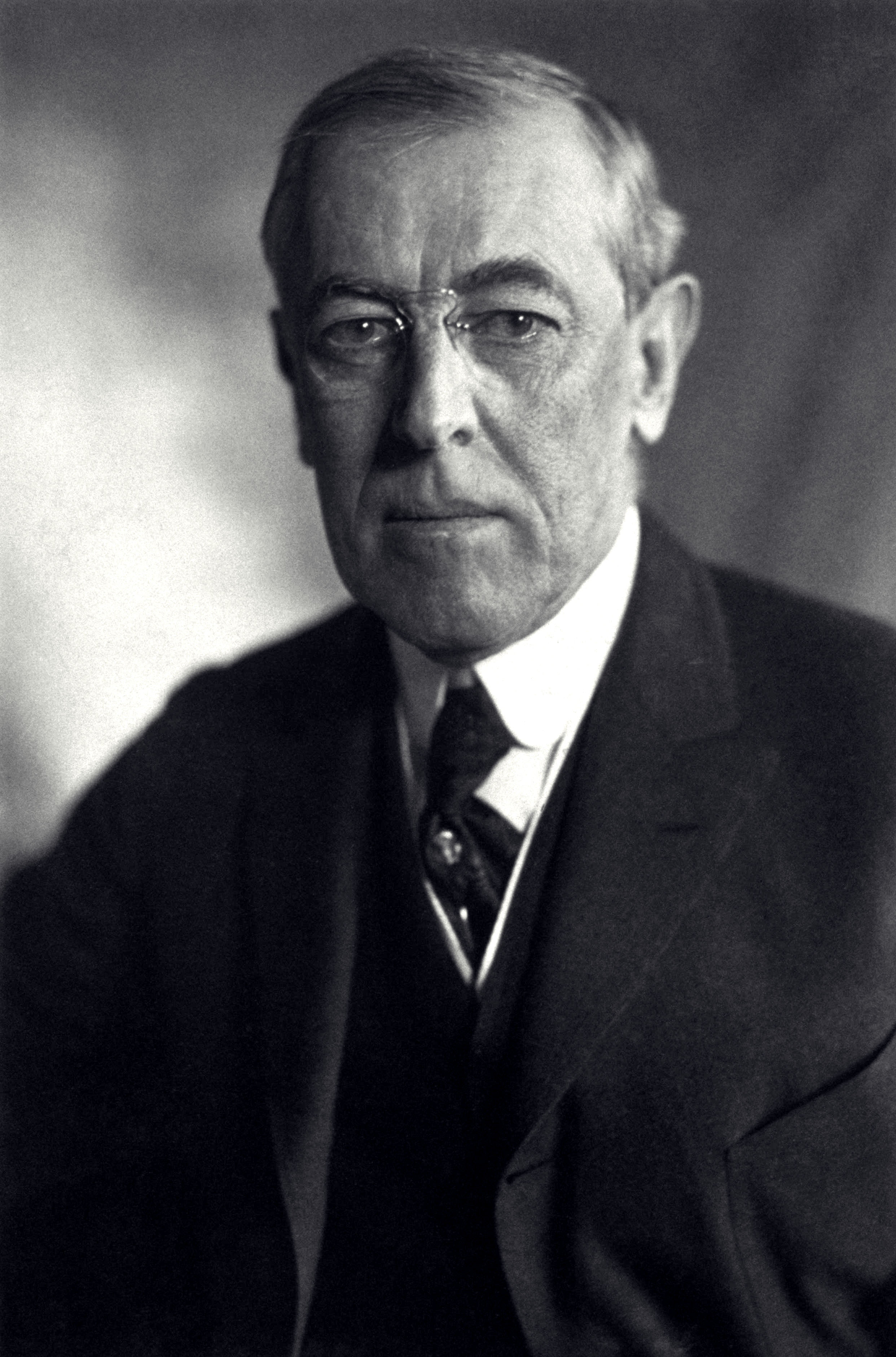
Woodrow Wilson

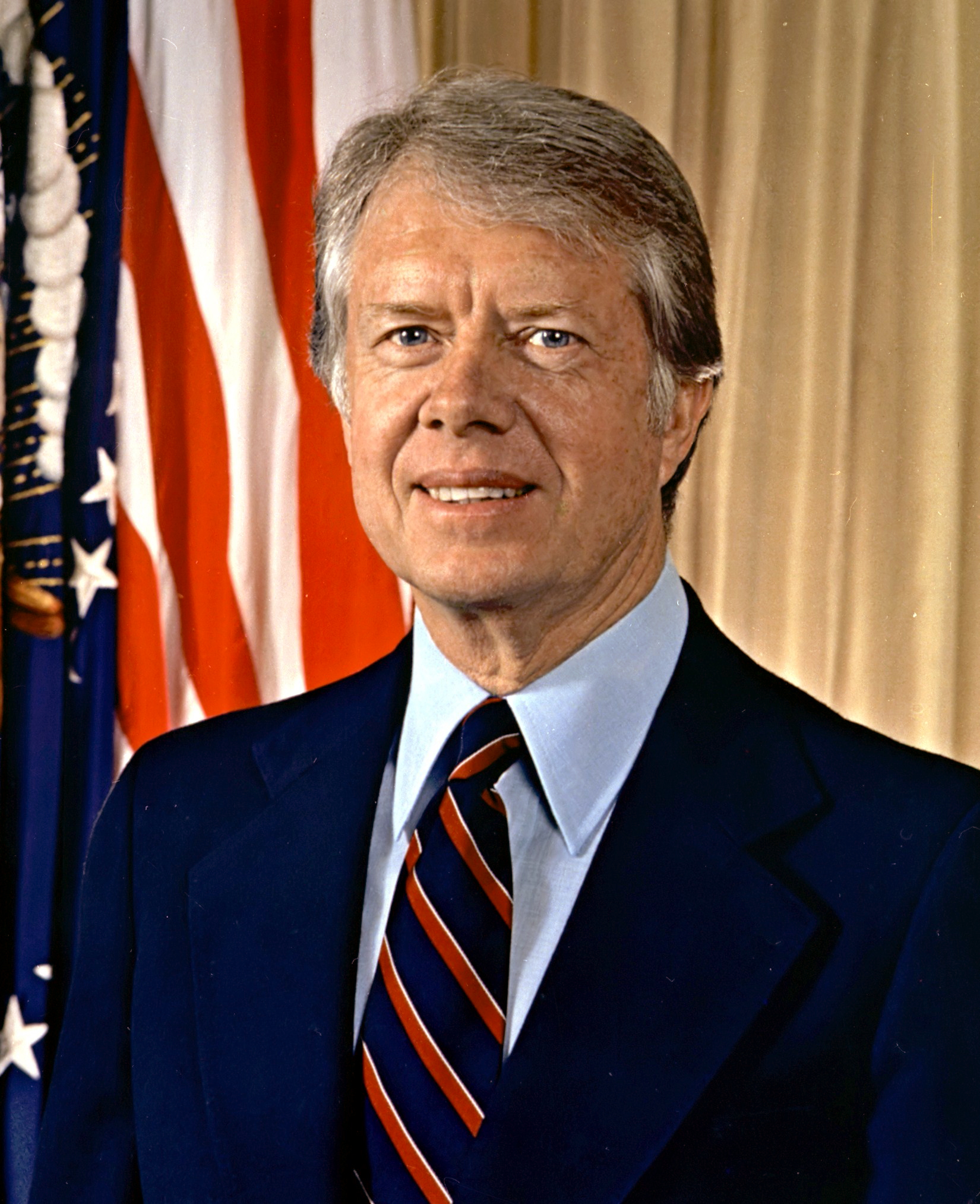
Jimmy Carter

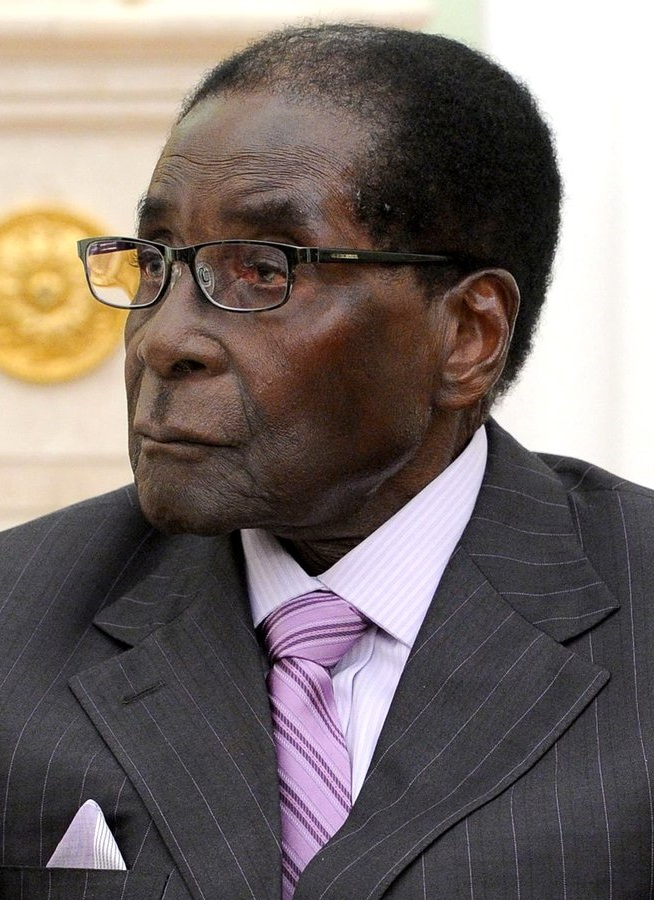
Robert Mugabe

Wydarzenia polityczne w 1924 roku.

## Styczeń
- 11 stycznia – Sejm Rzeczypospolitej Polskiej przyjął ustawę o nadzwyczajnym pełnomocnictwie dla rządu na okres pół roku oraz ustawę o naprawie skarbu i reformie walutowej. Dzięki ustawom Władysław Grabski rozpoczął wprowadzanie programu naprawy budżetu Polski[1].
- 21 stycznia – zmarł Włodzimierz Lenin, przywódca radziecki (ur. 1870)[2][3].
- 22 stycznia:
  - po śmierci Włodzimierza Lenina Józef Stalin, Lew Kamieniew i Grigorij Zinowjew objęli władzę w Związku Radzieckim[1].
  - Ramsay MacDonald został pierwszym premierem brytyjskim z ramienia Partii Pracy[4].
- 29 stycznia – zmarł Frank Owens Smith, amerykański polityk[5].

## Luty
- 3 lutego – zmarł Woodrow Wilson, prezydent USA[6].
- 21 lutego – urodził się Robert Mugabe, prezydent Zimbabwe[7].
- 29 lutego – urodził się Andrzej Maria Deskur, polski kardynał[8].

## Marzec
- 15 marca – urodził się Zbigniew Zieleniewski, polski generał[9].
- 22 marca:
  - zmarł Henry Stockbridge Jr., amerykański polityk[10].
  - zmarł Robert Nivelle, francuski generał[11].
- 23 marca – zmarł Józef Sebastian Pelczar, biskup, święty Kościoła katolickiego[12].

## Kwiecień
- 1 kwietnia – Adolf Hitler został skazany na 5 lat pozbawienia wolności za próbę zamachu stanu[13].
- 24 kwietnia – Thorvald Stauning[14] został premierem Danii[15].

## Maj
- 10 maja – J. Edgar Hoover został dyrektorem Biura Śledczego, późniejszego FBI[16].
- 29 maja – zmarł Pierre Paul Cambon, francuski polityk i dyplomata[17].

## Czerwiec
- 2 czerwca – prezydent Calvin Coolidge podpisał Indian Citizenship Act przyznający obywatelstwo amerykańskie wszystkim Indianom urodzonym w USA[18].
- 12 czerwca – urodził się George H.W. Bush, prezydent Stanów Zjednoczonych[19].
- 15 czerwca – urodził się Ezer Weizman, prezydent Izraela[20].

## Sierpień
- 31 sierpnia – Cyryl Romanow przyjął tytuł cara Rosji.

## Wrzesień
- 5 września – we Lwowie dokonano nieudanego zamachu bombowego na prezydenta Stanisława Wojciechowskiego[1].
- 12 września – powołano do życia Korpus Ochrony Pogranicza[1].

## Październik
- 1 października – urodził się Jimmy Carter, prezydent USA[21].
- 15 października – zmarł Albert Alexander Blakeney, amerykański polityk[22].

## Listopad
- 4 listopada:
  - wybory prezydenckie w Stanach Zjednoczonych wygrał Calvin Coolidge. Wiceprezydentem został Charles Gates Dawes[1].
  - do dymisji podał się rząd Ramsaya MacDonalda. Król Jerzy V powierzył misję utworzenia nowego rządu Stanleyowi Baldwinowi[1].
- 21 listopada – zmarła Florence Kling Harding, żona prezydenta Stanów Zjednoczonych Warrena Hardinga[23].
- 23 listopada – urodził się Aleksander Małachowski, polski polityk, opozycjonista w czasach PRL, poseł i wicemarszałek Sejmu z ramienia Unii Pracy[24].
- 24 listopada – zmarł Henry Somerset, książę Beaufort, angielski arystokrata[25].

## Grudzień
- 4 grudnia – zmarł William Ellison-Macartney, brytyjski polityk[26].
- 16 grudnia – urodził się Władysław Ciastoń, generał MO[27].
- 25 grudnia – urodził się Atal Bihari Vajpayee, premier Indii[28].